# Anchon poensis
Anchon poensis är en insektsart som beskrevs av Peláez 1935. Anchon poensis ingår i släktet Anchon och familjen hornstritar. Inga underarter finns listade i Catalogue of Life.